# Nyctemera herklotsii
Nyctemera herklotsii là một loài bướm đêm thuộc phân họ Arctiinae, họ Erebidae.